# Савченко Михайло Павлович (футболіст)
Михайло Павлович Савченко (нар. 19 червня 1980, Торез, УРСР) — український та російський футболіст, воротар, тренер.

## Життєпис
На початку кар'єри виступав за аматорські клуби Донецької області «Гірник» Торез і «Металург» Комсомольське. 25 березня 2001 року дебютував у другій українській лізі в складі «Титана» (Армянськ). У першій половині сезону 2001/02 років провів за команду ще 11 матчів. У сезоні 2002 року грав за клуб другого російського дивізіону «Моздок». Наступного року провів за «Торез» один матч; наприкінці серпня підписав контракт з клубом РФПЛ «Ростов». За три роки у дублюючому складі провів 49 матчів, пропустив 46 м'ячів. За основну команду зіграв два матчі: 1 травня 2005 року в матчі 7 туру чемпіонату Росії проти «Амкара» (після видалення основного воротаря Андрія Чичкіна вийшов на заміну на 85 хвилині), 13 липня 2005 року провів повний матч в 1/16 Кубку Росії. 2006 і 2007 рік відіграв у другому дивізіоні за «Волгу» (Нижній Новгород) і «Волгу» (Твер) відповідно, після чого завершив професіональну кар'єру.
У травні 2009 року провів три матчі в складі команди «Мир-КомВек» (Ростов-на-Дону) в Кубку Росії з пляжного футболу; працював тренером у ФШМ ФК «Ростов». У 2012-2013 роках грав за аматорський клуб «Цілина» (сел. Цілина).
Станом на квітень 2016 року — тренер воротарів ФК «Краснодар».